# LL Cool J
Pour les articles homonymes, voir James Smith et Smith.
James Todd Smith III, dit LL Cool J (abréviation de « Ladies Love Cool James », « Les dames aiment Cool James »), né le 14 janvier 1968 à Islip, à New York, est un rappeur et acteur américain.
Il est mieux connu pour ses chansons hip-hop comme I Can't Live Without My Radio, I'm Bad, The Boomin' System, Rock the Bells et Mama Said Knock You Out, et ses chansons romantiques comme Doin' It, I Need Love, Around the Way Girl, Hey Lover et Paradise. LL Cool J est également l'un des pionniers du pop-rap. Il compte actuellement 13 albums et deux compilations.
En 2009, l'acteur se fait connaître du grand public, grâce à son rôle de Sam Hanna dans la série télévisée policière NCIS : Los Angeles, qu'il reprend après l'arrêt de la série en 2023 dans NCIS: Hawaiʻi.
LL Cool J est également présentateur de l'émission Lip Sync Battle sur la chaîne américaine Spike.

## Biographie

### Jeunesse
L.L. Cool J est né James Todd Smith le 14 janvier 1968 à Bay Shore à New York, fils de James et Ondrea Smith. En mars 1984, en parallèle à la fondation du label Def Jam par le promoteur et manager Russell Simmons, James Todd Smith, âgé de 16 ans, se lance dans l'enregistrement de démos chez ses grands-parents. Son grand-père, saxophoniste, lui offre un équipement de 2 000 $ incluant deux platines, un mixeur et un amplificateur. Smith partagera ensuite plus tard son point de vue sur son enfance et sur le rap : « Avant de recevoir l'équipement audio, j'étais déjà un rappeur. Dans mon quartier, les gamins grandissaient dans le rap. C'est comme parler espagnol quand tu grandis dans une maison où on parle espagnol. Je me suis impliqué à 9 ans, et depuis j'ai toujours voulu enregistrer de la musique et l'entendre passer à la radio. » En utilisant le mixeur que lui avait offert son grand-père, Smith produit et mixe ses propres démos et les envoie à plusieurs labels de New York, comme Def Jam de Simmons et Rubin.
Sous son nom de scène, LL Cool J (abréviation de « Ladies Love Cool James »,, Smith signe chez Def Jam, et publie sa première chanson I Need a Beat en 1984. Le single est une chanson b-boy. Smith explique ses débuts avant le label : « J'ai envoyé mes chansons à plusieurs labels, mais j'ai trouvé ma place à Def Jam. » Le premier single de LL se vend à 100 000 exemplaires et aide à établir Def Jam en tant que label et Smith en tant que rappeur. Le succès commercial de I Need a Beat, et le single Rock Hard des Beastie Boys (1984), mènent à la signature d'un contrat de distribution entre Def Jam et Columbia Records l'année suivante.

#### Vie privée
Il se marie avec Simone Smith en 1995, ensemble, ils ont quatre enfants, Samaria Leah Wisdom, Nina Simone, Najee Laurent Todd Eugene et Italia Anita Maria.

### Radio(1985–1987)
Radio est publié et bien accueilli pour sa production innovatrice et la puissante voix de LL. Publié le 18 novembre 1985 au label Def Jam Recordings aux États-Unis, Radio se vend très bien en matière d'album hip-hop. Après publication, l'album se vend à plus de 500 000 exemplaires les cinq premiers mois, pour finir à un million d'exemplaires en 1988, selon la Recording Industry Association of America (RIAA),. Radio atteint la 6e place des Top R&B/Hip-Hop Albums et la 46e place du Billboard 200. Il atteint les Top R&B/Hip-Hop Albums le 28 décembre 1985, et y reste pendant 47 semaines, ainsi que les Pop Albums le 11 janvier 1986. Radio reste aux classements pendant 38 semaines. En 1989, l'album est certifié disque de platine par la RIAA, après sa certification en disque d'or le 14 avril 1986, avec un total d'un million de ventes. I Can't Live Without My Radio et Rock the Bells aideront l'album à sa certification platine. Il atteint finalement 1 500 000 d'exemplaires vendus aux États-Unis.
Après le succès de ses singles I Need a Beat et Radio, LL Cool J devient l'un des premiers rappeurs à se populariser, en parallèle à Kurtis Blow et Run-D.M.C.. Des événements importants s'offrent à LL comme la tournée Raising Hell entre 1986 et 1987, et des soirées aux côtés de Run-D.M.C. et des Beastie Boys. Un autre événement dans la popularité de LL inclut sa participation en tant que premier rappeur à l'American Bandstand. Le succès de l'album contribue aussi à la crédibilité de Rick Rubin en tant que producteur. Radio, ainsi que Raising Hell (1986) et Licensed to Ill (1986), formeront une trilogie d'albums new-yorkais produits par Rubin qui aideront à la diversification du hip-hop,.

### Popularisation et succès (1987–1993)

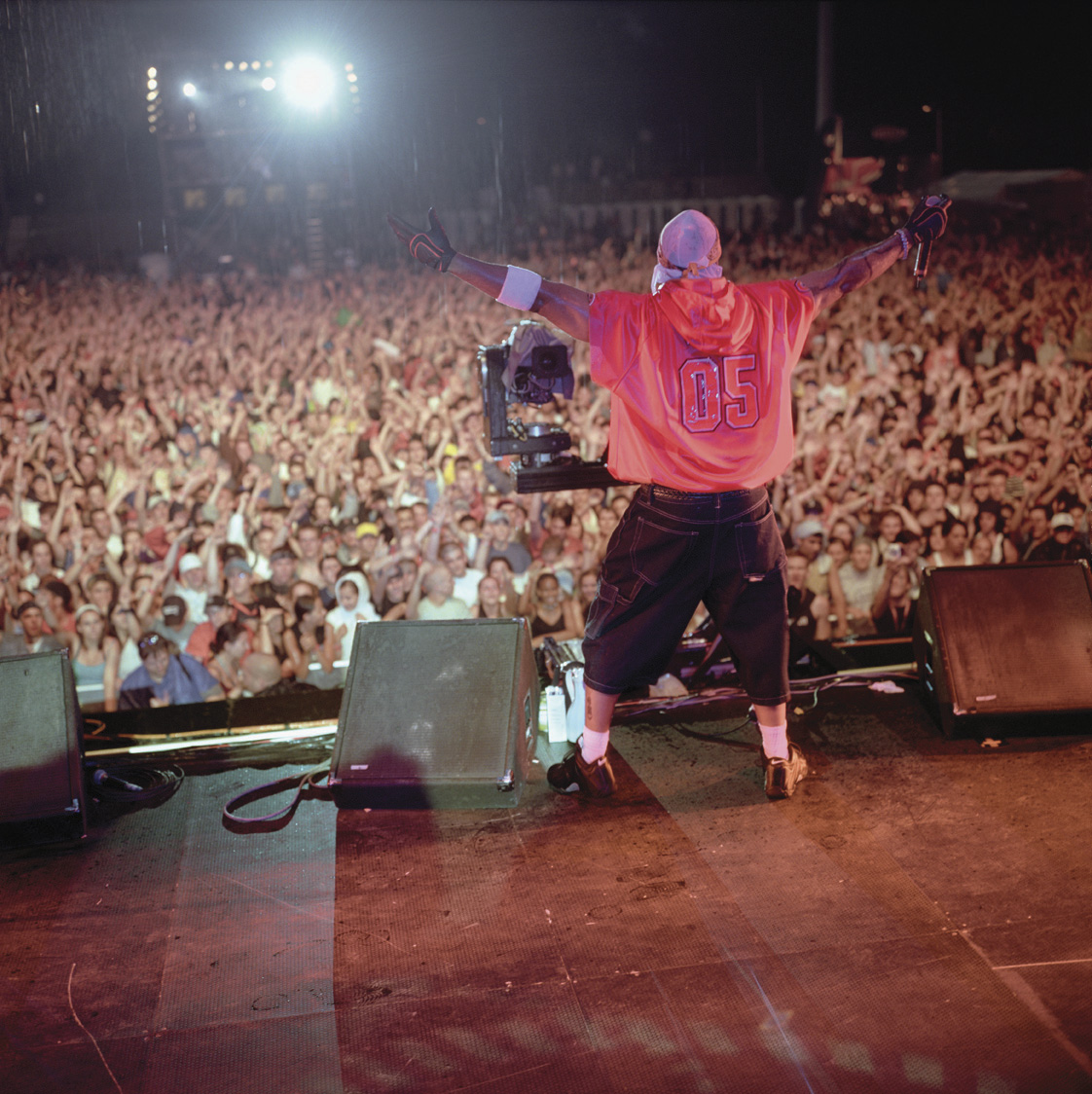
LL Cool J sur scène en Allemagne.

Le deuxième album de LL Cool J, Bigger and Deffer, est publié en 1987 et produit par DJ Pooh. Il s'agit de l'album le plus rentable de sa carrière, avec plus de trois millions d'exemplaires vendus rien qu'aux États-Unis. Il se classe premier des Billboard RnB Albums, et troisième des Pop Albums. Il contient les singles I'm Bad, le révolutionnaire I Need Love - le premier single de LL à atteindre la première place des RnB singles et du Top 40, Bristol Hotel et Go Cut Creator Go. Le troisième album de LL Cool J, Walking with a Panther est publié en 1989, et bien accueilli notamment grâce aux singles Going Back to Cali, I'm That Type of Guy, Jingling Baby, Big Ole Butt et One Shot at Love. L'album est cependant critiqué par la communauté hip-hop comme trop commercial et matérialiste, et pour ses trop nombreuses chansons d'amour.
Tandis que Bigger and Deffer, un grand succès, est produit par l'équipe de production The L.A. Posse (à l'époque composée de Dwayne Simon, Darryl Pierce et Bobby « Bobcat » Ervin), Dwayne Simon reste le seul de l'équipe à travailler sur la production de Walking with a Panther. Bobcat souhaitait un investissement financier plus avantageux pour l'album après avoir réalisé le succès du précédent album, une proposition que Def Jam a refusé ; Cool J quitte alors le label. Selon Bobcat, c'est la raison pour laquelle Walking with a Panther a été accueillie d'une manière mitigée à sa période de sortie.
En août 1990, LL publie Mama Said Knock You Out, son quatrième album. L'album, produit par Marley Marl, et très bien accueilli par la presse spécialisée, et certifié disque de platine avec plus de deux millions d'exemplaires vendus selon la RIAA. LL remporte un Grammy Award dans la catégorie « meilleure performance solo de rap » en 1992, un prix qu'il remporte à nouveau en 1997.

### Succès continu (1993–2005)

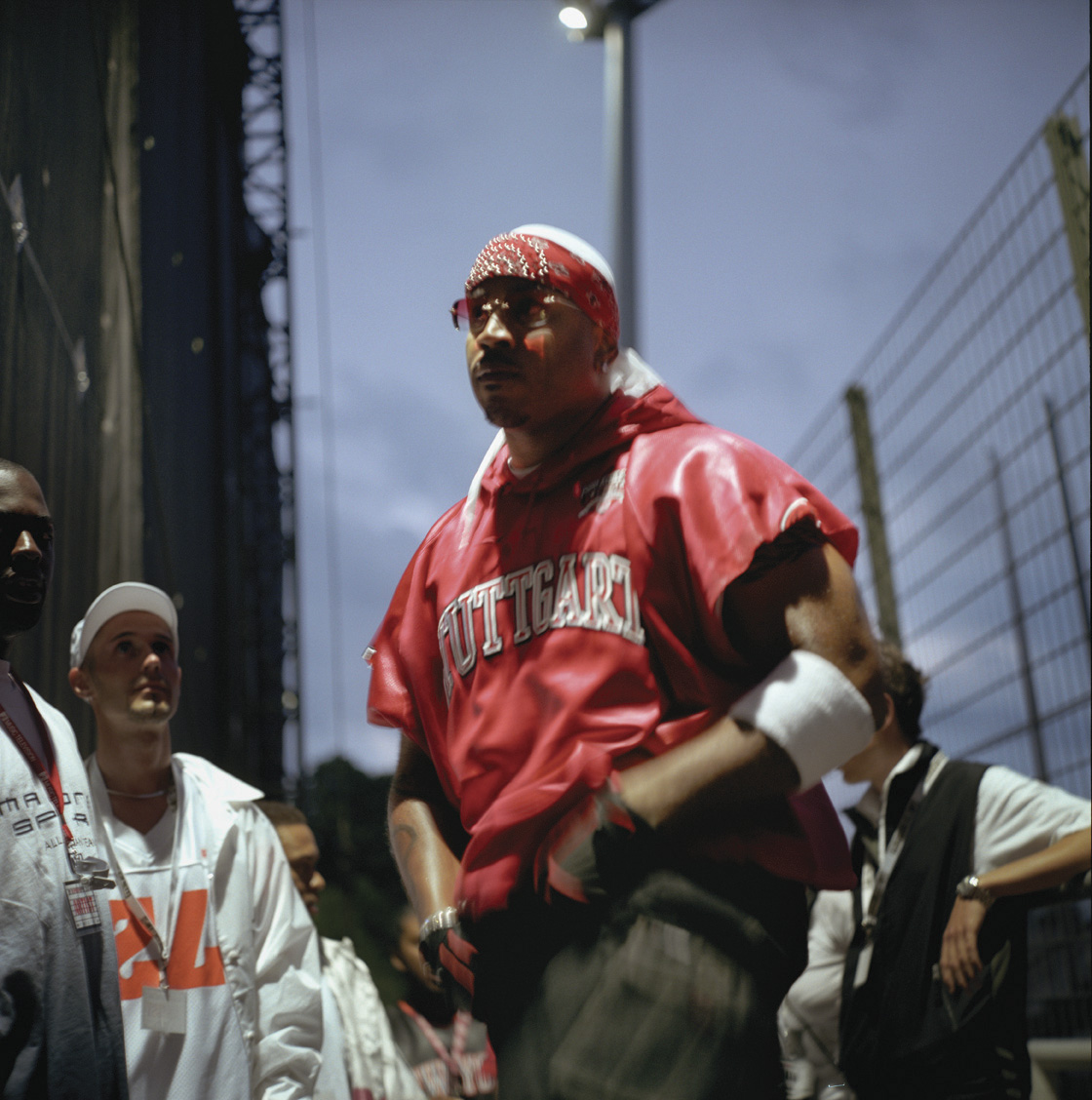
LL Cool J en 2001.

Après avoir joué dans les films The Hard Way et Toys, LL Cool J publie 14 Shots to the Dome le 30 mars 1993. L'album contient trois singles How I'm Comin', Back Seat et Pink Cookies in a Plastic Bag Getting Crushed by Buildings) et fait participer ses collègues Lords of the Underground sur le titre NFA-No Frontin' Allowed. L'album est certifié disque d'or.
LL Cool J joue dans In the House, une sitcom diffusée sur la chaîne américaine NBC, avant de publier son album Mr. Smith le 21 novembre 1995, vendu à 80 000 exemplaires la première semaine, et à plus de trois millions d'exemplaires au total selon LL Cool J. Il contient les singles Doin' It et Loungin. Il contient également le single Hey Lover avec Boyz II Men qui remportera un Grammy Award. Le 23 septembre 1997, il publie l'album Phenomenon qui contient les singles Phenomenon et Father. Le second single officiel de l'album s'intitule 4, 3, 2, 1 qui fait participer Method Man, Redman et Master P, et présente DMX et Canibus.
Le 12 septembre 2000, LL Cool J publie l'album GOAT, catégorisé « meilleur album de tous les temps ». Il débute à la première place du Billboard 200 et est certifié disque de platine. LL Cool J remercie Canibus dans le livret de son album pour l'avoir inspiré. Le neuvième album de LL Cool J, 10, est publié en 2002, et contient les singles Paradise en featuring avec Amerie), Luv U Better, produit par Pharrell Williams et The Neptunes, et All I Have un duo avec Jennifer Lopez. L'album est certifié disque de platine. Le dixième album de LL Cool J, The DEFinition, est publié le 31 août 2004. L'album, produit notamment par Timbaland, 7 Aurelius, et R. Kelly, atteint la quatrième place du Billboard 200.

### Tournées (2006–2012)

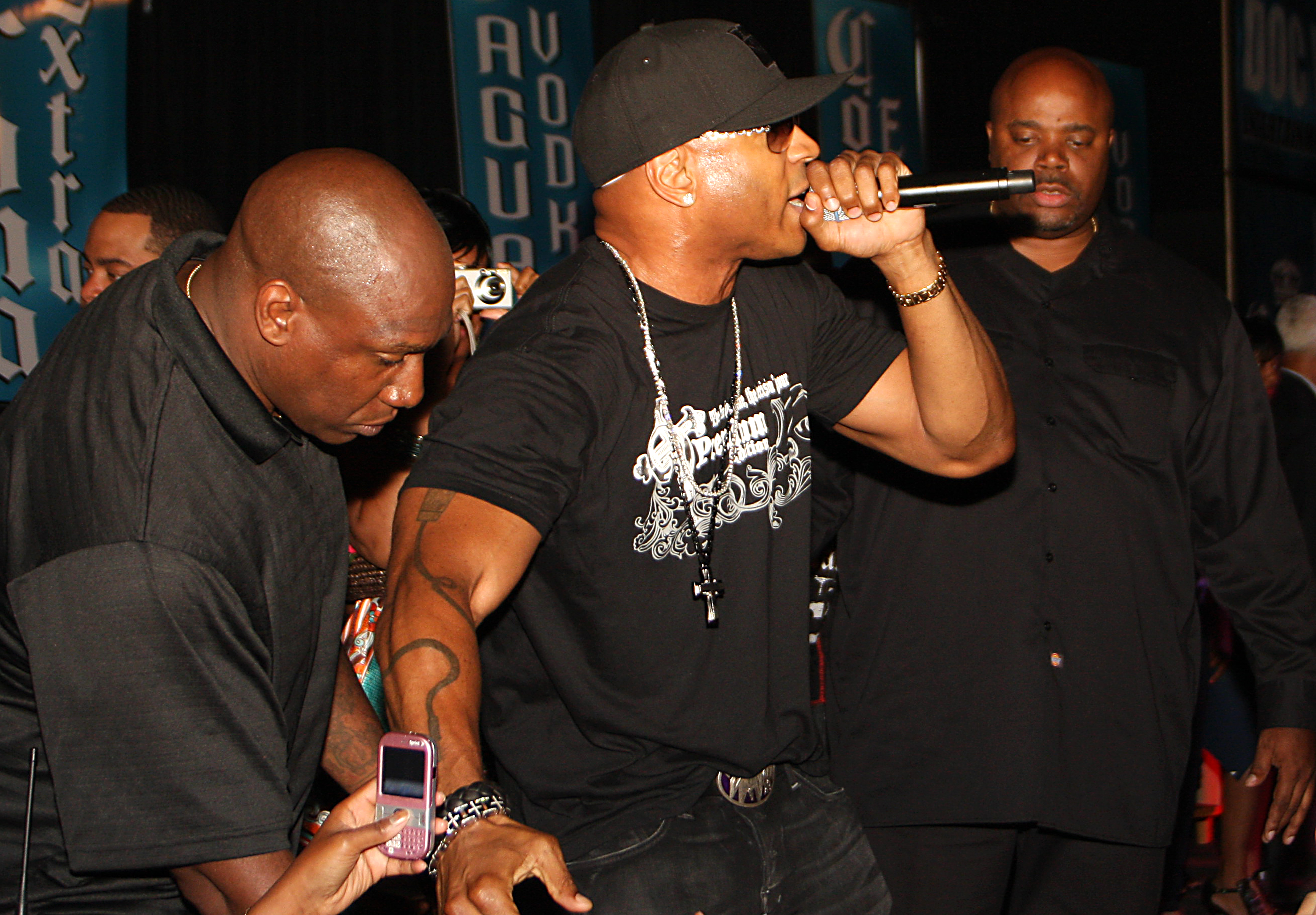
LL Cool J à Wilmington, au Delaware, en août 2008.

Le onzième album de LL Cool J, Todd Smith, est publié le 11 avril 2006. Il fait participer 112, Ginuwine, Juelz Santana, Teairra Mari et Freeway. Le single principal s'intitule Control Myself en featuring avec Jennifer Lopez ; un clip de la chanson est tourné le 2 janvier 2006 aux Sony Studios de New York. La seconde vidéo, réalisée par Hype Williams, est celle de la chanson Freeze en featuring avec Lyfe Jennings. En juillet 2006, LL Cool J annonce les détails de son dernier album au label Def Jam Recordings, seul label dans lequel il a jamais appartenu. L'album s'intitule Exit 13 et est annoncé comme exclusivement produit par 50 Cent. Exit 13 est originellement annoncé pour le printemps 2006, mais, après deux ans de retard, sort le 9 septembre 2008, sans la participation de 50 Cent. LL Cool J s'associe ensuite avec DJ Kay Slay pour publier une mixtape intitulée The Return of the GOAT. Il se lance en tournée avec Janet Jackson à son Rock Witchu Tour, jouant seulement à Los Angeles, Chicago, Toronto, et Kansas City.
En septembre 2009, LL Cool J publie une chanson sur la série NCIS, uniquement disponible sur iTunes, qui se base sur son rôle de Sam Hanna. LL Cool J explique : « cette chanson est une interprétation musicale de ce que j'ai pu ressentir après avoir rencontré les NCIS. »
En mars 2011, au South by Southwest, LL Cool J est révélé pour le Red Bull Thre3Style par Z-Trip. Les deux artistes prévoient de travailler ensemble à l'avenir. En janvier 2012, le duo publie la chanson Super Baller en téléchargement libre pour fêter la victoire du New York Giants Super Bowl.

### AuthenticetThe FORCE(depuis 2012)
En juin 2012, LL Cool J se lance dans l'enregistrement de son treizième album. Le 6 octobre 2012, LL Cool J publie un nouveau single extrait de l'album Authentic Hip-Hop intitulé Ratchet suivi, le 3 novembre 2012, d'une collaboration avec Joe et les producteurs Trackmasters pour un second single intitulé Take It.
LL Cool J présente la 55e édition des Grammy Awards le 10 février 2013, ainsi que la 57e édition en 2015. Le 8 février 2013, son nouvel album, initialement intitulé Authentic Hip-Hop se renommera Authentic et sera prévu pour le 30 avril 2013. Le 16 octobre 2013, le Rock and Roll Hall of Fame annonce LL Cool J comme nommé pour 2014. En octobre 2014, il annonce un quatorzième album sous le titre GOAT 2 prévu pour 2015.
Annoncé depuis des années et initialement intitulé GOAT 2, son quatorzième album studio The FORCE sort en septembre 2024. Il s'agit de son premier album sorti depuis Authentic, onze ans plus tôt, ainsi que son retour chez Def Jam depuis Exit 13 (2008).

## FranchiseNCIS
En 2009, il rejoint la nouvelle série CBS, NCIS : Los Angeles qui est un spin-off de NCIS, il y joue Sam Hanna, un ancien Navy Seal qui est un expert en culture ouest-asiatique.
Il obtient une renommée avec ce rôle, et reçoit en 2013 un "Teen Choice Award", pour son travail dans la série.
Le 20 janvier 2023, la série est annulée après 14 saisons, la finale de la série est diffusée le 21 mai 2023.
Le 22 mai 2023, il apparait dans le dernier épisode de la saison 2 de NCIS: Hawaiʻi, puis il est annoncé ensuite, qu'il rejoindra la saison 3 en tant que récurrent.

## Discographie

### Albums studio
- 1985 : Radio
- 1987 : Bigger and Deffer
- 1989 : Walking with a Panther
- 1990 : Mama Said Knock You Out
- 1993 : 14 Shots to the Dome
- 1995 : Mr. Smith
- 1997 : Phenomenon
- 2000 : GOAT
- 2002 : 10
- 2004 : The DEFinition
- 2006 : Todd Smith
- 2008 : Exit 13
- 2013 : Authentic
- 2024 : The FORCE

### Compilations
- 1996 : All World: Greatest Hits
- 2009 : All World 2

### Mixtape
- 2008 : The Return of the GOAT

## Filmographie
- 1986 : Femme de choc : rappeur
- 1991 : La Manière forte : Détective Billy
- 1992 : Toys : Capitaine Patrick Zevo
- 1995 : Black Rebel : Jason St. Julian
- 1997 : Touch : lui-même
- 1998 : Caught Up : Roger
- 1998 : Oz : Jiggy Walker (saison 2)
- 1998 : Woo : Darryl
- 1998 : Halloween, 20 ans après : Ronny Jones
- 1999 : Peur bleue : Sherman Dudley
- 1999 : Gangsta Cop : Dwayne Gittens / Dieu
- 1999 : L'Enfer du dimanche : Julian Washington
- 2000 : Charlie et ses drôles de dames : Mr. Jones
- 2001 : Kingdom Come : Ray Bud Slocumb
- 2002 : Rollerball : Marcus Ridley
- 2003 : Deliver Us from Eva : Raymond "Ray" Adams
- 2003 : SWAT : Unité d'élite : Officier Deacon "Deke" Kaye
- 2004 : Profession profiler : Gabe Jensen
- 2005 : Edison : Officier Rafe Deed
- 2005 : Dr House : Clarence (saison 2, épisode 1)
- 2005 : Slow Burn : Luther Pinks
- 2006 : Vacances sur ordonnance : Sean Williams
- 2008 : Le Deal : Bobby Mason
- 2009, 2023 & 2025 : NCIS : Enquêtes spéciales : Sam Hanna (saison 6, 20 et 22, 4 épisodes)
- 2009 à 2023 : NCIS : Los Angeles : Sam Hanna (principal saison 1 à 14)
- 2012 : Hawaii 5-0 : Sam Hanna (saison 2, épisode 21)
- 2013 : Match retour : Frankie Britt
- 2023 à 2024 : NCIS: Hawaiʻi : Sam Hanna (invité saison 2, récurrent saison 3)

## Distinctions
Sauf indication contraire ou complémentaire, les informations mentionnées dans cette section proviennent de la base de données IMDb

### Récompenses
- 2000 : Blockbuster Entertainment Awards : Acteur secondaire préféré - Action pour Peur bleue ;
- 2004 : BET Comedy Awards : Acteur principal exceptionnel dans un film au box-office pour Deliver Us from Eva ;
- 2013 : Teen Choice Awards : Meilleur acteur dans une série d'action pour NCIS: Los Angeles ;
- 2017 : Kennedy Center Honors : Prix Kennedy Center Honors

Image Awards
- 2011 : Meilleur acteur dans une série dramatique pour NCIS: Los Angeles ;
- 2012 : Meilleur acteur dans une série dramatique pour NCIS: Los Angeles ;
- 2013 : Meilleur acteur dans une série dramatique pour NCIS: Los Angeles ;
- 2014 : Meilleur acteur dans une série dramatique pour NCIS: Los Angeles ;
- 2018 : Hôte exceptionnel dans une compétition, un jeu télévisé ou une variété pour Lip Sync Battle ;

Grammy Awards
- 1992 : Meilleure performance Rap solo pour Mama Said Knock You Out ;
- 1997 : Meilleure performance Rap solo pour Hey Lover ;

MTV Video Music Awards
- 1991 : Meilleure vidéo de rap
- 1997 : Prix Michael Jackson Video Vanguard Award ;

## Voix françaises
| - Jean-Paul Pitolin dans : - Peur bleue - Gangsta Cop - L'Enfer du dimanche - Dr House (série télévisée) - Lucien Jean-Baptiste dans : - Rollerball - S.W.A.T. unité d'élite - Profession profiler - Edison | - Sidney Kotto dans : - NCIS : Enquêtes spéciales (série télévisée) - NCIS : Los Angeles (série télévisée) - Hawaii 5-0 (série télévisée) - Match retour Et aussi - Tola Koukoui dans La Manière forte - Pascal Renwick (*1954 - 2006) dans Toys - Christophe Peyroux dans Halloween, 20 ans après - Éric Etcheverry (*1959 - 2010) dans 30 Rock (série télévisée) |